# 横浜市立今宿中学校
横浜市立今宿中学校（よこはましりつ いまじゅくちゅうがっこう）は、神奈川県横浜市旭区にある公立中学校。

## 部活動
- サッカー部
- 陸上部
- 男子バスケットボール部
- 女子バスケットボール部
- バドミントン部
- 卓球部
- ソフトテニス部
- 野球部
- 吹奏楽部
- 美術部

### 過去に存在した部活動
- 剣道部
- 家庭科部
- 放送部